# Non ci resta che piangere
Non ci resta che piangere (bra Só Nos Resta Chorar) é um filme italiano de 1984, dos gêneros comédia e fantasia, dirigido e protagonizado por Roberto Benigni e Massimo Troisi, com roteiro de Giuseppe Bertolucci e dos próprios diretores.

## Sinopse
Mario (Massimo Troisi) e Saverio (Roberto Benigni) são dois amigos que, após pegarem uma pequena estrada ao lado de uma cancela ferroviária, acabam se perdendo nas montanhas e voltando no tempo, à época de Leonardo da Vinci. Além de estranhar os costumes da época, eles se envolvem em diversas confusões quando fazem contato com personagens históricos da Itália. 

## Elenco
- Roberto Benigni: Saverio
- Massimo Troisi: Mario
- Iris Peynado: Astriaha
- Amanda Sandrelli: Pia
- Paolo Bonacelli: Leonardo da Vinci
- Iris Peynado: Astriaha
- Carlo Monni: Vitellozzo
- Lidia Venturini: Parisina
- Nicola Morelli: Ugolone
- Elisabetta Pozzi: Dona da Hospedaria
- Fiorenzo Serra Homem na igreja
- Peter Boom: Pregador (religioso)